# Bertha Wegmann
Bertha Wegmann (Soglio, 1847 – 22 febbraio 1926) è stata una pittrice danese di origine tedesca.
È stata la prima donna a ricoprire il ruolo di docente presso l'Accademia delle belle arti di Copenaghen.

## Biografia
All'età di cinque anni, la sua famiglia si trasferì a Copenaghen, dove suo padre divenne un commerciante. Era un amante dell'arte e trascorreva gran parte del suo tempo libero a dipingere. Ha mostrato interesse per il disegno in tenera età, ma non ricevette alcuna istruzione formale fino all'età di diciannove anni, quando iniziò a prendere lezioni da Frederik Ferdinand Helsted, Heinrich Buntzen e Frederik Christian Lund.
Due anni più tardi, con il sostegno dei suoi genitori, si trasferì a Monaco di Baviera e vi abitò fino al 1881. In un primo momento, studiò sotto il pittore storico Wilhelm von Lindenschmit il Giovane, in seguito con il pittore di genere Eduard Kurzbauer, ma non era soddisfatta di apprendere nell'ambiente di uno studio e decise di studiare direttamente dalla natura.
Fece amicizia con la pittrice svedese Jeanna Bauck e con lei fece diversi viaggi di studio in Italia. Nel 1881 si trasferirono a Parigi, dove Wegmann espose in diversi saloni e ricevette una "menzione d'onore".
L'anno successivo tornò a Copenaghen, dove era già nota per le opere esposte al Palazzo di Charlottenborg dal 1873. Un ritratto di sua sorella è stato premiato con la medaglia Thorvaldsen nel 1883.
Quattro anni dopo, divenne la prima donna a ricoprire una cattedra all'Accademia delle belle arti di Copenaghen. Da quell'anno fino al 1907, fu membro del consiglio di amministrazione della "Tegne- og Kunstindustriskolen for Kvinder" (Scuola di disegno e arte industriale per le donne).
Ha continuato a esporre estesamente, rappresentando la Danimarca in diverse esposizioni mondiali, tra cui la World's Columbian Exhibition a Chicago. È morta improvvisamente mentre lavorava nel proprio studio.

## Dipinti (scelta)

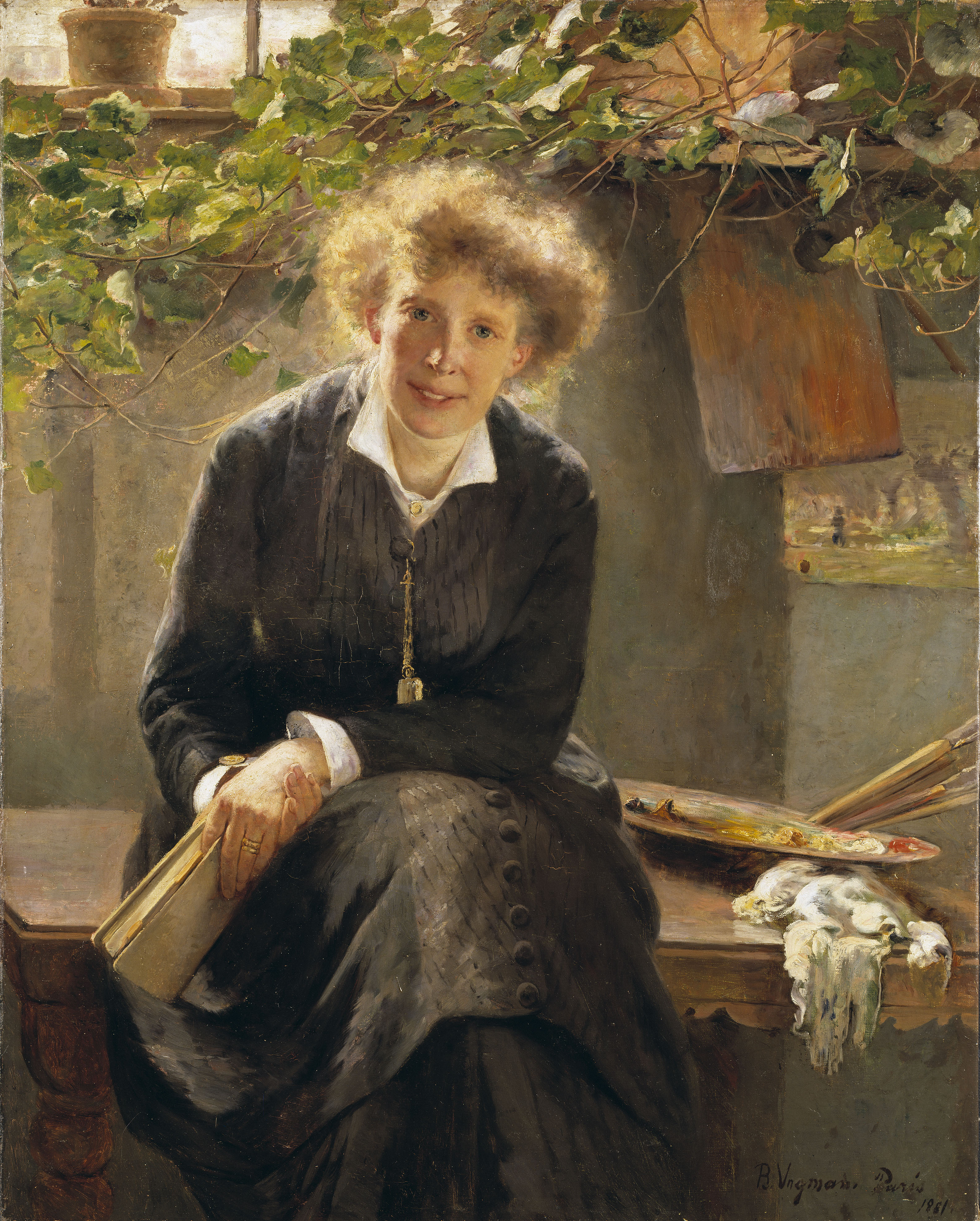
Ritratto di Jeanna Bauck (1881)
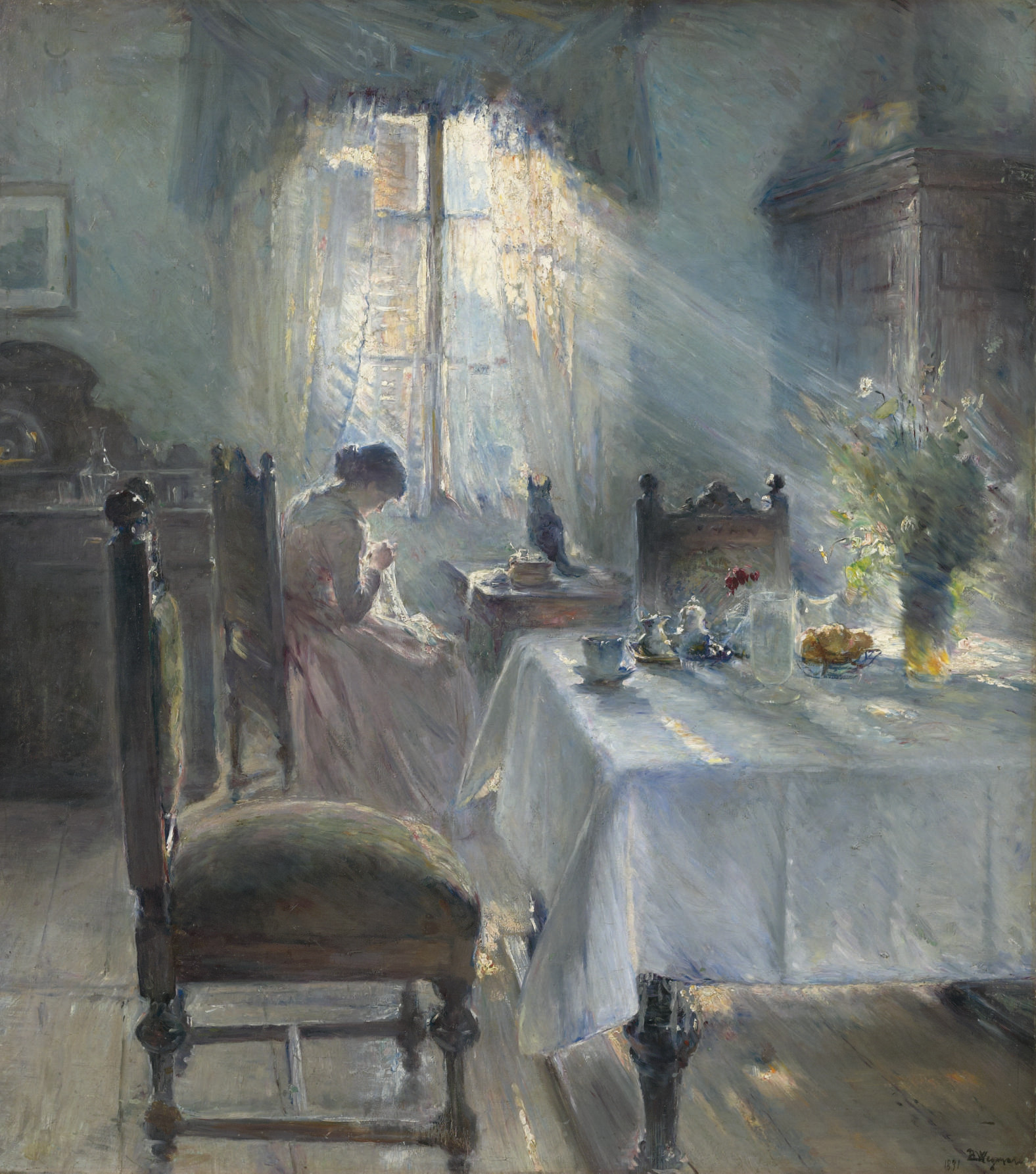
Donna che cuce
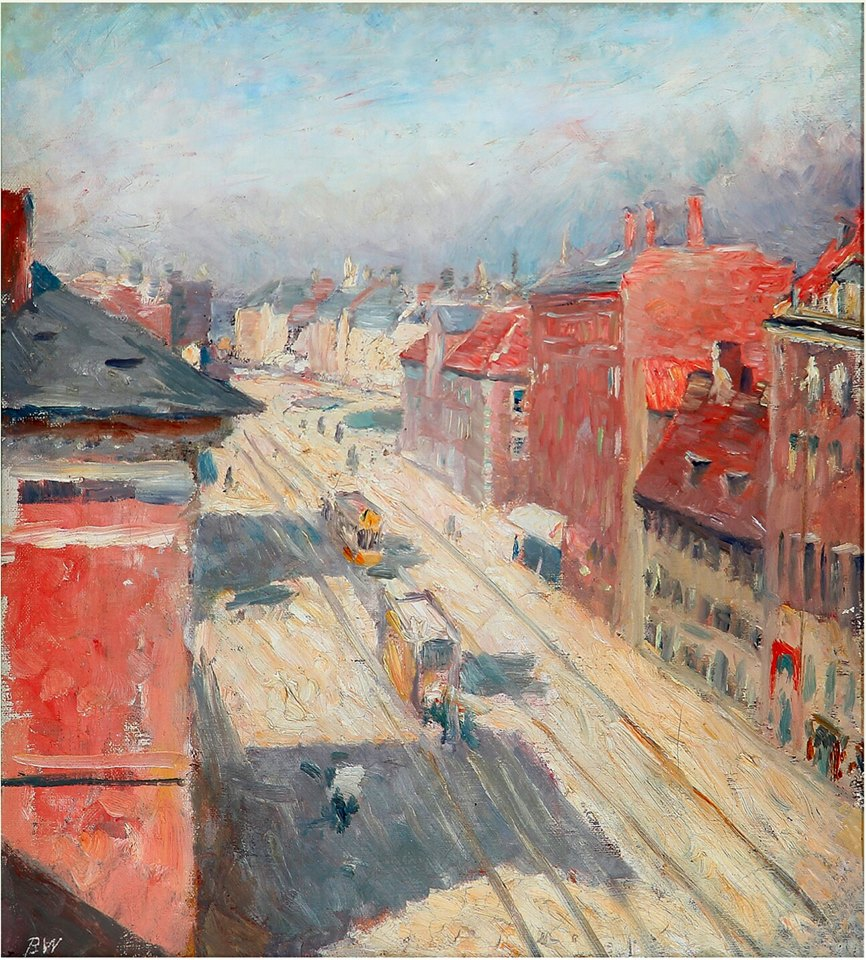
Veduta da Holckenhus
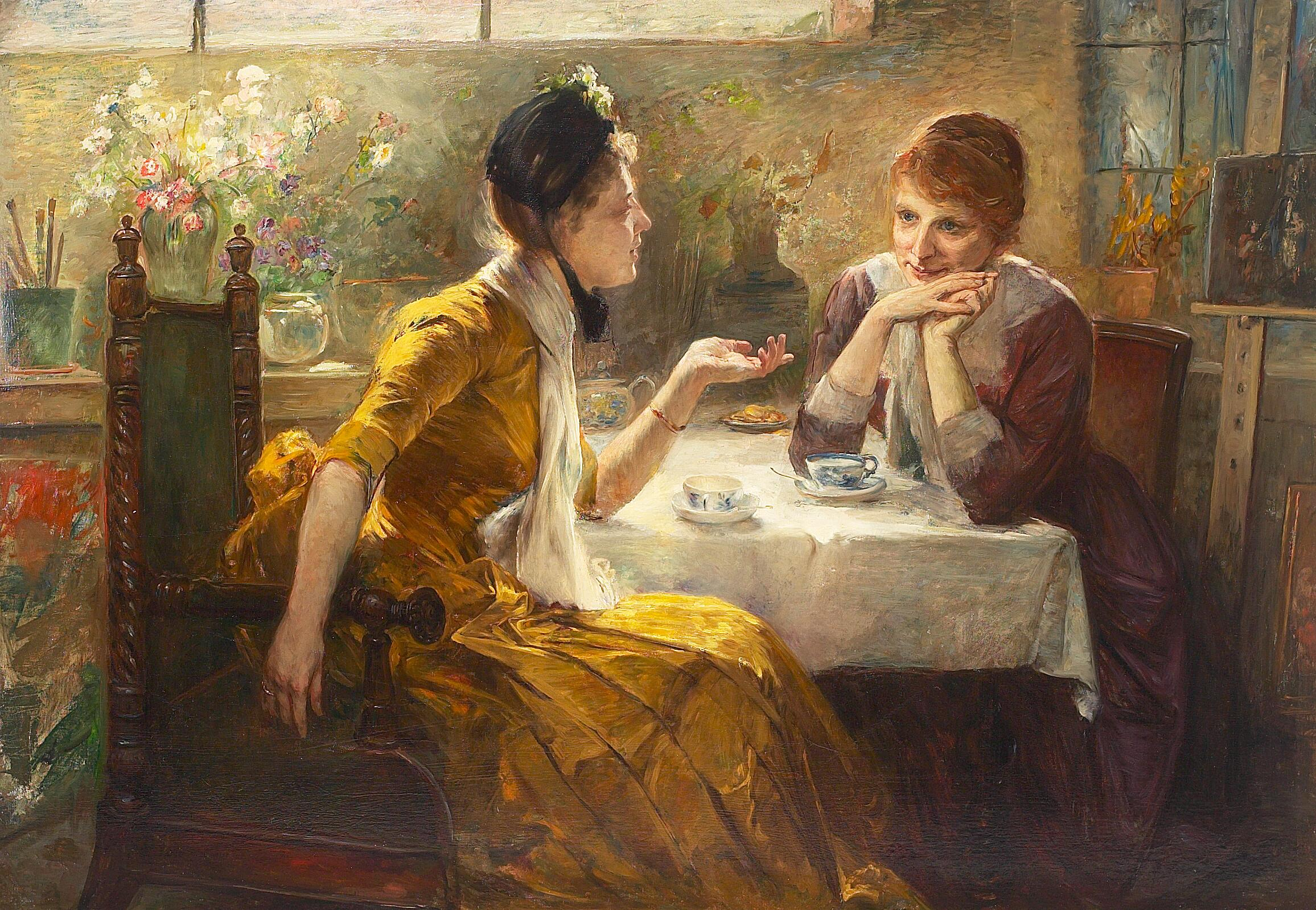
Due amiche che bevono tè nello studio dell'artista
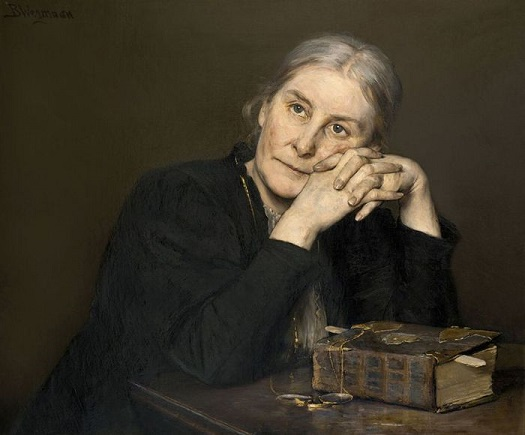
Contemplazione delle scritture